# 김원빈 (바둑 기사)
김원빈(金元彬, 1993년 5월 20일 ~ )은 대한민국의 바둑 기사이다.

## 약력
7살때부터 바둑을 배우기 시작하여 12살때 그린피아배에서 첫 우승을 차지했다. 김기헌 바둑도장과 충암도장에서 바둑 수업을 받았다. 2012년 제131회 일반입단대회를 통해 강병권과 함께 입단했다. 2012년 4월 제56기 국수전 본선에 진출했다. 2013 동아팜텍배 신인왕전 8강에 진출했다. 2018년 12월에 2단으로 승단했다.